# نیکوس آلیگاس

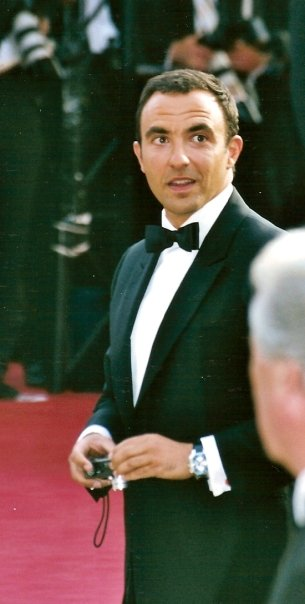
Nikos Aliagas.

نیکوس آلیگاس (به یونانی Νίκος Αλιάγας) مجری یونانی‌الاصل (۱۳ می ۱۹۶۹) که در فرانسه متولد شده‌است. مجری برنامه استار آکادمی بود. او مجری تلویزیون، رادیو، هنرپیشه و خواننده است.
او در فیلم خانم میلز بازی کرده‌است.